# Raschau
Raschau este o comună din landul Saxonia, Germania.